# Troféu Corpus de Ourense
- Jogado em Ourense no Estádio do Couto, organizado pelo Club Deportivo Ourense[1], foi disputado entre 1952 e 1974 durante as Festas de Corpus Christi de Ourense.[2]
- O Torneio não foi disputado nas edições de 1954, 1962, 1963, 1969, 1970, 1971 e 1972.
- Outros Torneios de futebol disputados na Espanha durante as festividades de Corpus Christi, foram o Troféu Corpus de Cádiz e o Troféu Corpus de Lugo.

## Homenagem do Troféu Corpus de Ourense
Lista de campeões do troféu
| Ano  | Edicão        | Campeão                   | Placar     | Vice-campeão                               |
| ---- | ------------- | ------------------------- | ---------- | ------------------------------------------ |
| 1952 | I             | R. C. Celta de Vigo       | Triangular | R. C. Deportivo de la Coruña Sevilla F. C. |
| 1953 | II            | Seleção Galega de Futebol | Triangular | Sevilla F. C. R. C. Celta de Vigo          |
| 1954 | Não disputado | -                         | -          | -                                          |
| 1955 | III           | Real Valladolid           | 3-2 (pro)  | R. C. Deportivo de la Coruña               |
| 1956 | IV            | Real Valladolid           | Triangular | C. A. Osasuna C. D. Ourense                |
| 1957 | V             | C. A. Osasuna             | 3-2        | Sport Recife                               |
| 1958 | VI            | S. C. Enschede            | 1-1 (pen)  | C. F. Os Belenenses                        |
| 1959 | VII           | C. D. Ourense             | 3-2        | Deportivo de la Coruña                     |
| 1960 | VIII          | Sevilla F. C.             | Triangular | Real Oviedo C. D. Ourense                  |
| 1961 | IX            | C. D. Ourense             | 7-1        | S. C. Braga                                |
| 1962 | Não disputado | -                         | -          | -                                          |
| 1963 | Não disputado | -                         | -          | -                                          |
| 1964 | X             | F. C. Porto               | Triangular | Athletic Club Deportivo de la Coruña       |
| 1965 | XI            | Deportivo de la Coruña    | 3-1        | C. D. Ourense                              |
| 1966 | XII           | C. D. Ourense             | Triangular | Racing Club de Ferrol Celta de Vigo        |
| 1967 | XIII          | C. D. Ourense             | 1-0        | U. D. Salamanca                            |
| 1968 | XIV           | C. D. Ourense             | 2-0        | S. C. Braga                                |
| 1969 | Não disputado | -                         | -          | -                                          |
| 1970 | Não disputado | -                         | -          | -                                          |
| 1971 | Não disputado | -                         | -          | -                                          |
| 1972 | Não disputado | -                         | -          | -                                          |
| 1973 | XV            | Real Oviedo               | 0-0 (pen)  | C. D. Ourense                              |
| 1974 | XVI           | C. D. Ourense             | 1-0        | Stal Mielec                                |

## Campeões
| C. D. Ourense             | 6 troféus | 1959, 1961, 1966, 1967, 1968 y 1974 |
| Real Valladolid           | 2 troféus | 1955 y 1956                         |
| R. C. Celta de Vigo       | 1 troféus | 1952                                |
| Seleção Galega de Futebol | 1 troféus | 1953                                |
| C. A. Osasuna             | 1 troféus | 1957                                |
| S. C. Enschede            | 1 troféus | 1958                                |
| Sevilla F. C.             | 1 troféus | 1960                                |
| F. C. Porto               | 1 troféus | 1964                                |
| Deportivo de la Coruña    | 1 troféus | 1965                                |
| Real Oviedo               | 1 troféus | 1973                                |